# Mány
Mány is een plaats (község) en gemeente in het Hongaarse comitaat Fejér. Mány telt 2321 inwoners (2001). Het is de geboorteplaats van vermeend oorlogsmisdadiger László Csatáry (1915-2013).